# Porrhothelidae
Porrhothelidae Hedin & Bond, 2018 è una famiglia di ragni appartenente al sottordine Mygalomorphae.

## Distribuzione
Le 5 specie note sono state rinvenute in Nuova Zelanda.

## Caratteristiche
Gli esemplari rinvenuti di questa famiglia si distinguono dagli altri ragni migalomorfi per le sigillae posteriori piccole e per aver una sola fila di zanne sul margine rivolto in avanti dei cheliceri.
I maschi hanno molte spine robuste sul margine rivolto in avanti delle loro tibie.

## Tassonomia
Il genere Porrhothele Simon, 1892 è stato separato dalla famiglia Hexathelidae a seguito di un lavoro di Hedin et al., del 2018 per costituire famiglia a sé con l'attuale denominazione.
Attualmente, a dicembre 2020, si compone di un genere e 5 specie:
- Porrhothele Simon, 1892 - Nuova Zelanda

### Albero tassonomico
Il seguente cladogramma mostra le possibili relazioni filogenetiche delle Porrhothelidae e delle famiglie correlate:
|  | Calisoga (Nemesiidae)        |
|  |                              |
|  | Hebestatis (Halonoproctidae) |
|  |                              |

|  | Atracidae     |
|  |               |
|  | Actinopodidae |
|  |               |

|  | Calisoga (Nemesiidae)        |
|  |                              |
|  | Hebestatis (Halonoproctidae) |
|  |                              |

|  | Atracidae     |
|  |               |
|  | Actinopodidae |
|  |               |

|  | Calisoga (Nemesiidae)        |
|  |                              |
|  | Hebestatis (Halonoproctidae) |
|  |                              |

|  | Atracidae     |
|  |               |
|  | Actinopodidae |
|  |               |

|  | Calisoga (Nemesiidae)        |
|  |                              |
|  | Hebestatis (Halonoproctidae) |
|  |                              |

|  | Atracidae     |
|  |               |
|  | Actinopodidae |
|  |               |

|  | Calisoga (Nemesiidae)        |
|  |                              |
|  | Hebestatis (Halonoproctidae) |
|  |                              |

|  | Atracidae     |
|  |               |
|  | Actinopodidae |
|  |               |

|  | Calisoga (Nemesiidae)        |
|  |                              |
|  | Hebestatis (Halonoproctidae) |
|  |                              |

|  | Atracidae     |
|  |               |
|  | Actinopodidae |
|  |               |

|  | Calisoga (Nemesiidae)        |
|  |                              |
|  | Hebestatis (Halonoproctidae) |
|  |                              |

|  | Atracidae     |
|  |               |
|  | Actinopodidae |
|  |               |

|  | Calisoga (Nemesiidae)        |
|  |                              |
|  | Hebestatis (Halonoproctidae) |
|  |                              |

|  | Atracidae     |
|  |               |
|  | Actinopodidae |
|  |               |

|  | Calisoga (Nemesiidae)        |
|  |                              |
|  | Hebestatis (Halonoproctidae) |
|  |                              |

|  | Atracidae     |
|  |               |
|  | Actinopodidae |
|  |               |

|  | Calisoga (Nemesiidae)        |
|  |                              |
|  | Hebestatis (Halonoproctidae) |
|  |                              |

|  | Atracidae     |
|  |               |
|  | Actinopodidae |
|  |               |

|  | Calisoga (Nemesiidae)        |
|  |                              |
|  | Hebestatis (Halonoproctidae) |
|  |                              |

|  | Atracidae     |
|  |               |
|  | Actinopodidae |
|  |               |

|  | Calisoga (Nemesiidae)        |
|  |                              |
|  | Hebestatis (Halonoproctidae) |
|  |                              |

|  | Atracidae     |
|  |               |
|  | Actinopodidae |
|  |               |

|  | Calisoga (Nemesiidae)        |
|  |                              |
|  | Hebestatis (Halonoproctidae) |
|  |                              |

|  | Atracidae     |
|  |               |
|  | Actinopodidae |
|  |               |

|  | Calisoga (Nemesiidae)        |
|  |                              |
|  | Hebestatis (Halonoproctidae) |
|  |                              |

|  | Atracidae     |
|  |               |
|  | Actinopodidae |
|  |               |

|  | Calisoga (Nemesiidae)        |
|  |                              |
|  | Hebestatis (Halonoproctidae) |
|  |                              |

|  | Atracidae     |
|  |               |
|  | Actinopodidae |
|  |               |

|  | Calisoga (Nemesiidae)        |
|  |                              |
|  | Hebestatis (Halonoproctidae) |
|  |                              |

|  | Atracidae     |
|  |               |
|  | Actinopodidae |
|  |               |

|  | Calisoga (Nemesiidae)        |
|  |                              |
|  | Hebestatis (Halonoproctidae) |
|  |                              |

|  | Atracidae     |
|  |               |
|  | Actinopodidae |
|  |               |

|  | Calisoga (Nemesiidae)        |
|  |                              |
|  | Hebestatis (Halonoproctidae) |
|  |                              |

|  | Atracidae     |
|  |               |
|  | Actinopodidae |
|  |               |

|  | Calisoga (Nemesiidae)        |
|  |                              |
|  | Hebestatis (Halonoproctidae) |
|  |                              |

|  | Atracidae     |
|  |               |
|  | Actinopodidae |
|  |               |

|  | Calisoga (Nemesiidae)        |
|  |                              |
|  | Hebestatis (Halonoproctidae) |
|  |                              |

|  | Atracidae     |
|  |               |
|  | Actinopodidae |
|  |               |

|  | Calisoga (Nemesiidae)        |
|  |                              |
|  | Hebestatis (Halonoproctidae) |
|  |                              |

|  | Atracidae     |
|  |               |
|  | Actinopodidae |
|  |               |

|  | Calisoga (Nemesiidae)        |
|  |                              |
|  | Hebestatis (Halonoproctidae) |
|  |                              |

|  | Atracidae     |
|  |               |
|  | Actinopodidae |
|  |               |

|  | Calisoga (Nemesiidae)        |
|  |                              |
|  | Hebestatis (Halonoproctidae) |
|  |                              |

|  | Atracidae     |
|  |               |
|  | Actinopodidae |
|  |               |

|  | Calisoga (Nemesiidae)        |
|  |                              |
|  | Hebestatis (Halonoproctidae) |
|  |                              |

|  | Atracidae     |
|  |               |
|  | Actinopodidae |
|  |               |

|  | Calisoga (Nemesiidae)        |
|  |                              |
|  | Hebestatis (Halonoproctidae) |
|  |                              |

|  | Atracidae     |
|  |               |
|  | Actinopodidae |
|  |               |

|  | Calisoga (Nemesiidae)        |
|  |                              |
|  | Hebestatis (Halonoproctidae) |
|  |                              |

|  | Atracidae     |
|  |               |
|  | Actinopodidae |
|  |               |

|  | Calisoga (Nemesiidae)        |
|  |                              |
|  | Hebestatis (Halonoproctidae) |
|  |                              |

|  | Atracidae     |
|  |               |
|  | Actinopodidae |
|  |               |

|  | Calisoga (Nemesiidae)        |
|  |                              |
|  | Hebestatis (Halonoproctidae) |
|  |                              |

|  | Atracidae     |
|  |               |
|  | Actinopodidae |
|  |               |

|  | Calisoga (Nemesiidae)        |
|  |                              |
|  | Hebestatis (Halonoproctidae) |
|  |                              |

|  | Atracidae     |
|  |               |
|  | Actinopodidae |
|  |               |

|  | Calisoga (Nemesiidae)        |
|  |                              |
|  | Hebestatis (Halonoproctidae) |
|  |                              |

|  | Atracidae     |
|  |               |
|  | Actinopodidae |
|  |               |

|  | Calisoga (Nemesiidae)        |
|  |                              |
|  | Hebestatis (Halonoproctidae) |
|  |                              |

|  | Atracidae     |
|  |               |
|  | Actinopodidae |
|  |               |

|  | Calisoga (Nemesiidae)        |
|  |                              |
|  | Hebestatis (Halonoproctidae) |
|  |                              |

|  | Atracidae     |
|  |               |
|  | Actinopodidae |
|  |               |